# Anna Sàez Mateu
Anna Sàez Mateu   (la Granja d'Escarp, 1969) és una periodista catalana, directora del diari Segre des de setembre de 2023.

## Biografia
Llicenciada en Filologia Hispànica, va complementar els seus estudis amb un postgrau sobre Tècniques i Mitjans de Comunicació a la Universitat de Lleida (UdL). Especialitzada en periodisme cultural, va començar a treballar a Segre el 1990, on va anar assumint diverses responsabilitats, com coordinar el suplement dominical Lectura, la revista en aranès Aran ath Dia o la contraportada del diari. El setembre de 2023 va reemplaçar Santiago Costa com a directora del rotatiu.
Com a escriptora ha publicat diversos llibres, entre els quals destaquen Lleida, el Pirineu i la Plana, Ermengol, 25 anys no són res, Cristòfol íntim i Batre records (Editorial Fonoll). Al 2025 publica un llibre de crònica negra: L'Enverinadora : una assassina en sèrie rural (Pòrtic).
També ha treballat com a professora a la UdL i com a col·laboradora a diversos mitjans, com Catorze, RAC1, Descobrir Catalunya o Sàpiens.